# Guvelingenmolen
De Guvelingenmolen (ook: Hornemolen of Molen van Meesbroek) is een watermolen op de Melsterbeek, gelegen aan Diestersteenweg 87 te Guvelingen.
Deze onderslagmolen fungeerde als korenmolen.
Reeds in 1211 was er sprake van een watermolen op deze plaats. Eertijds was het een banmolen voor de ingezetenen van de nabijgelegen stad Sint-Truiden.
Tegenwoordig rest een bakstenen gebouw uit omstreeks 1832. De watergevel is in natuursteen uitgevoerd. In 1950 werd het molenbedrijf gestaakt, en in 1965 werd de Melsterbeek omgelegd. Sindsdien raakte het houten onderslagrad in verval, maar de wateras bleef aanwezig, evenals het binnenwerk, met gietijzeren drijfwerk en maalstoelen. In 1963 werd de molen beschermd als monument, en de omgeving ervan werd beschermd als dorpsgezicht.
De molen maakt deel uit van een hoeve, die verder bestaat uit een stal, een dwarsschuur en een wagenhuis.
- Inventaris van het Bouwkundig Erfgoed (Vlaanderen): 22699